# Flugeby
Flugeby is een plaats in de gemeente Vetlanda in het landschap Småland en de provincie Jönköpings län in Zweden. De plaats heeft 64 inwoners (2005) en een oppervlakte van 16 hectare.